# شون ماركس
شون ماركس (بالإنجليزية: Sean Marks)‏ مواليد 23 أغسطس 1975 في أوكلاند، هو لاعب كرة سلة نيوزلندي بدأ مسيرته الاحترافية في سنة 1998 هو الآن مدرب مساعد في فريق سان أنطونيو سبرز في الرابطة الوطنية لكرة السلة. يبلغ طوله 6 قدم 10 بوصة (2.1 م). مثّل منتخب بلاده. شارك في مسابقة كرة السلة في الألعاب الأولمبية الصيفية. اعتزل اللعب في 2011.

## روابط خارجية
- شون ماركس على موقع الاتحاد الدولي لكرة السلة (الإنجليزية)
- شون ماركس على موقع إن بي أي (الإنجليزية)
- شون ماركس على موقع سبورتس رفرنس (الإنجليزية)
- شون ماركس على موقع كرة السلة الأوروبية.كوم (الإنجليزية)
- شون ماركس على موقع كلية كرة السلة في سبورتس رفرنس.كوم (الإنجليزية)
- شون ماركس على موقع ريلجم (الإنجليزية)
- شون ماركس على موقع بروبوليرز (الإنجليزية)
- شون ماركس على موقع سبورتس رفرنس (الإنجليزية)
- شون ماركس على موقع سبورتس رفرنس (الإنجليزية)
- شون ماركس على موقع أوليمبيديا (الإنجليزية)